# Clark Pursuit
Clark Pursuit – niezrealizowany projekt amerykańskiego samolotu myśliwskiego z 1918.

## Historia
W lipcu 1918 podpułkownik Virginius E. Clark (ówczesny kierownik sekcji Plane Design z Engineering Division) zaprojektował samolot myśliwski na zamówienia United States Army. Samolot miał układ dwupłata, napędzany był silnikiem A.B.C. o mocy 320 koni mechanicznych. Zamówienie zostało anulowane przed powstaniem prototypu. W późniejszym czasie Clark był współprojektantem innego myśliwca – Verville VCP.